# Sukowono (Sukowono)
Sukowono is een bestuurslaag in het regentschap Jember van de provincie Oost-Java, Indonesië. Sukowono telt 10.407 inwoners (volkstelling 2010).